# Percina lenticula
Percina lenticula är en fiskart som beskrevs av Richards och Knapp, 1964. Percina lenticula ingår i släktet Percina och familjen abborrfiskar. IUCN kategoriserar arten globalt som sårbar. Inga underarter finns listade i Catalogue of Life.